# Spicara maena flexuosa
Spicara maena flexuosa es una subespecie de peces de la familia Centracanthidae en el orden de los Perciformes.

## Morfología
• Los machos pueden llegar alcanzar los 25 cm de longitud total y las hembras 21.

## Distribución geográfica
Se encuentra desde Portugal, el Marruecos e Islas Canarias hasta el Mar Mediterráneo y el Mar Negro.